# 森科斯特莊園 (佛羅里達州)
森科斯特莊園（英語：Suncoast Estates）是位於美國佛羅里達州李縣的一個人口普查指定地區。

## 地理
森科斯特莊園的座標為26°42′49″N 81°52′01″W / 26.71361°N 81.86694°W，而該地最高點為海拔高度1米（即3英尺）。

## 人口
根據2010年美國人口普查的數據，森科斯特莊園的面積為7.10平方千米，當中陸地面積為7.07平方千米，而水域面積為0.03平方千米。當地共有人口4384人，而人口密度為每平方千米617人。